# Hynobius
Hynobius es un género de anfibios caudados de la familia Hynobiidae. El género Hynobius comprende salamandras pequeñas y tímidas. Son endémicas del Japón, Corea, China, Siberia y probablemente en Asia Central. Su hábitat natural son bosques templados y ríos.

## Especies
Se reconocen las siguientes 37 especies:
- Hynobius abei Sato, 1934.
- Hynobius amakusaensis Nishikawa & Matsui, 2014.[2]
- Hynobius amjiensis Gu, 1992.
- Hynobius arisanensis Maki, 1922.
- Hynobius bambusicolus Wang, Othman, Qiu & Borzée, 2023.[3]
- Hynobius boulengeri (Thompson, 1912).
- Hynobius chinensis Günther, 1889.
- Hynobius dunni Tago, 1931.
- Hynobius formosanus Maki, 1922.
- Hynobius fucus Lai & Lue, 2008.
- Hynobius glacialis Lai & Lue, 2008.
- Hynobius guabangshanensis Shen, 2004.
- Hynobius hidamontanus Matsui, 1987.
- Hynobius hirosei Lantz, 1931.
- Hynobius katoi Matsui, Kokuryo, Misawa & Nishikawa, 2004.
- Hynobius kimurae Dunn, 1923.
- Hynobius leechii Boulenger, 1887.
- Hynobius lichenatus Boulenger, 1883.
- Hynobius maoershanensis Zhou, Jiang & Jiang, 2006.
- Hynobius naevius (Temminck & Schlegel, 1838).
- Hynobius nebulosus (Temminck & Schlegel, 1838).
- Hynobius nigrescens Stejneger, 1907.
- Hynobius okiensis Sato, 1940.
- Hynobius osumiensis Nishikawa & Matsui, 2014.[2]
- Hynobius quelpaertensis Mori, 1928.
- Hynobius retardatus Dunn, 1923.
- Hynobius shinichisatoi Nishikawa & Matsui, 2014.[2]
- Hynobius sonani (Maki, 1922).
- Hynobius stejnegeri Dunn, 1923.
- Hynobius takedai Matsui & Miyazaki, 1984.
- Hynobius tokyoensis Tago, 1931.
- Hynobius tsuensis Abé, 1922.
- Hynobius turkestanicus Nikolskii, 1910.
- Hynobius unisacculus Min, Baek, Song, Chang & Poyarkov, 2016.
- Hynobius yangi Kim, Min & Matsui, 2003.
- Hynobius yatsui Oyama, 1947.
- Hynobius yiwuensis Cai, 1985.